# Adaševci
Adaševci (cyr. Адашевци) – wieś w Serbii, w Wojwodinie, w okręgu sremskim, w gminie Šid. W 2011 roku liczyła 1919 mieszkańców.